# 国際連合安全保障理事会決議18
国際連合安全保障理事会決議18（こくさいれんごうあんぜんほしょうりじかいけつぎ18、英: United Nations Security Council Resolution 18, UNSCR18）は、1947年2月13日に国際連合安全保障理事会で採択された決議。国際平和のための軍備の規制と削減に関してのものである。

## 概要
「世界の軍備と武装勢力の規制と削減は、国際平和を強化するための重要な手段である」とした国連総会決議41号を受けて、軍備及び軍隊の全般的な規制及び削減は国際平和と安全に対する脅威の最も重要な指標となること並びに、この問題に関する総会決議の履行は安全保障理事会の最も緊急かつ重要な課題であるとして種々のことを決定した。
1. 武力削減及びその管理に関してなされた総会決議を受けて措置の実施と情報提供を行うこと。
2. 原子力委員会の報告書の検討及び適当な方針決定。
3. 総会決議内容実施のための加盟国委員会を設置すること。
4. 軍事参謀委員会（Military Staff Committee）に対して勧告書の提出を要請すること。

決議は、ソビエト連邦が棄権1票を投じたものの、10票の賛成で採択された。

## 詳細
以下はその和訳。
安全保障理事会は、
1946年12月14日の総会決議41（I）を受諾し、軍備及び武力の全般的な規制及び削減が国際平和及び安全を強化するための最も重要な措置を構成すること並びにこの問題に関する総会決議の実施が安全保障理事会に課せられた最も緊急かつ重要な任務の一つであることを認識し、

次のとおり決議する。
1. 一方では軍備及び武力の一般的規制及び削減並びに軍備及び武力の削減をもたらすための国際的管理の確立に関する1946年12月14日の総会決議第41（I）及び第42（I）を実施するための実際的措置を講ずること並びに他方では国際連合の武力に関する情報を提供すること。
2. 原子力委員会が提出した報告書をできるだけ早く検討し、その作業を促進するために適当な決定を行うこと。
3. 安全保障理事会の加盟国の代表からなる委員会を設置し、3箇月を超えない範囲内で、(a)軍備及び武力の一般的規制及び削減に関する提案、(b)軍備の一般的規制及び削減に関連して、新しい委員会の管轄内の軍備に関する限り、1946年12月の総会の上記決議の実施を確保するために委員会が策定し得る立場のものを作成して安全保障理事会に提出するよう指示すること。

委員会は、作業計画を理事会に提出し、その承認を得るものとする。
1946年1月24日の総会決議1（I）及び1946年12月14日の総会決議41（I）によって定められた原子力委員会の権限に属する事項は、ここに設立される委員会の管轄から除外されるものとする。
委員会の名称は、通常兵器のための委員会（Commission for Conventional Armaments）とする。
委員会は、軍事幕僚委員会および場合によっては国際連合の他の機関が行うよう要請され得る研究に関して、委員会が望ましいと考える提案を行うものとする。

安全保障理事会は、
さらに次のように決議する。
4. 軍事参謀委員会（Military Staff Committee）に対し、1946年2月16日に安全保障理事会が憲章第43条に基づき要請した勧告をできるだけ早く、緊急課題として提出するよう要請し、その第一段階として、1947年7月30日までに、国際連合軍の組織を規定すべき基本原則に関する勧告を安全保障理事会に提出するよう要請すること。